# Me and My Friends
"Me And My Friends" är en låt av Red Hot Chili Peppers från deras album The Uplift Mofo Party Plan som släpptes 1987. Det är den tredje låten på albumet och den släpptes som en singel. Sången är en hyllning till vänner, och Anthony Kiedis sjunger om sina vänner, speciellt om före detta gitarristen Hillel Slovak.
Artikeln är, helt eller delvis, en översättning av motsvarande arikel på en:wikipedia.